# 丘璐
丘璐（1442年—1498年），字仲玉，河南開封府蘭陽縣人，民籍，明朝政治人物。

## 生平
成化元年（1465年）乙酉科河南鄉試第六十七名舉人，成化八年（1472年）中式壬辰科會試第一百七十六名，三甲第一百六十七名進士。十一年授南京吏科給事中，十四年、十五年父亲、母亲先后去世，丁憂守制。十八年终制。起为南京工科，二十三年出任陝西布政司左參議、督理甘肅糧儲，进阶亚中大夫，奉敕督理甘肃粮储。弘治四年（1491年）还司，八年遷山西左參政、分守大同。弘治十一年（1498年）还司，卒於任內，享年五十七歲。

## 家族
原籍東明，曾祖丘仲和，官蘭陽知縣；祖父丘士能，贈知縣；父丘陵，字志高，山西左布政使。